# موش‌های دوپای بیابانی
موش‌های دوپای بیابانی (نام علمی: Allactaga) نام یک سرده از خانواده موش‌های دوپا است.